# Aparatčik
Aparatčik (ruski aппар́атчик, hrvatski: muž/žena „državnog aparata“) izvorno je izraz iz ruskog jezika za partijskog dužnosnika (u realsocijalističkom nazivlju: funkcionera) ili birokrata u bivšim socijalističkim državama i njihovom partijskom aparatu. Izraz se danas koristi uglavnom pogrdno. Riječ je na hrvatskom jeziku povezana uz više negativnih riječi za privilegirane šefove nomenklature koji namjerno zloupotrebljavaju svoju moć.
Aparatčiki se nalaze u gotovo svim političkim sustavima gdje je nezavisno ili kritičko mišljenje nepoželjno ili u kojima se sankcionira, primjerice kao u totalitarnim sustavima.